# Florian Fandler
Florian Fandler (Halle, 8 ottobre 1987) è un tuffatore tedesco specialista nella piattaforma 10 metri.

## Biografia
Ai Europei di nuoto di Glasgow 2018 ha vinto la medaglia di bronzo nel concorso dei tuffi dalla piattaforma 10 metri sincro misti, gareggiando con la connazionale Christina Wassen.

## Palmarès
- Europei di nuoto/tuffi

Glasgow 2018: bronzo nel sincro 10 m misto.
Kiev 2019: bronzo nel sincro 10 m misto.